# Wasserfall (Bestwig)
Wasserfall ist ein Ortsteil der Gemeinde Bestwig (Hochsauerlandkreis). Im Januar 2020 hatte Wasserfall 44 Einwohner. Der Ort liegt auf einer Höhe von 600 m und gehört damit zu den höchstgelegenen Orten der Region.

## Geschichte
Erstmals urkundlich erwähnt wird das Dorf im Jahr 1560. Die ersten Bewohner waren vermutlich Köhler, Hirten und Bauern. Das Gebiet, wo heute das Dorf steht, gehörte zu Wiggeringhausen. Es wird vermutet, dass die ersten Bewohner Holzkohle für die Eisenhütte in Wiggeringhausen erzeugt haben. Die Bauern haben das Gebiet urbar gemacht. 1583 löste sich Wasserfall von Wiggeringhausen ab. 1649 wird erwähnt, dass praktisch alles brauchbare Holz in Kohle umgewandelt wurde. Die Bewohner mussten mit dem sehr geringen Einkommen als Taglöhner überleben. Um 1710 wurde die St.-Antonius-Kapelle gebaut. Im Jahre 1816 fiel die Ernte wegen der schlechten Witterungsbedingungen aus. Die Bewohner bekamen Roggen aus dem Gebiet um Danzig.

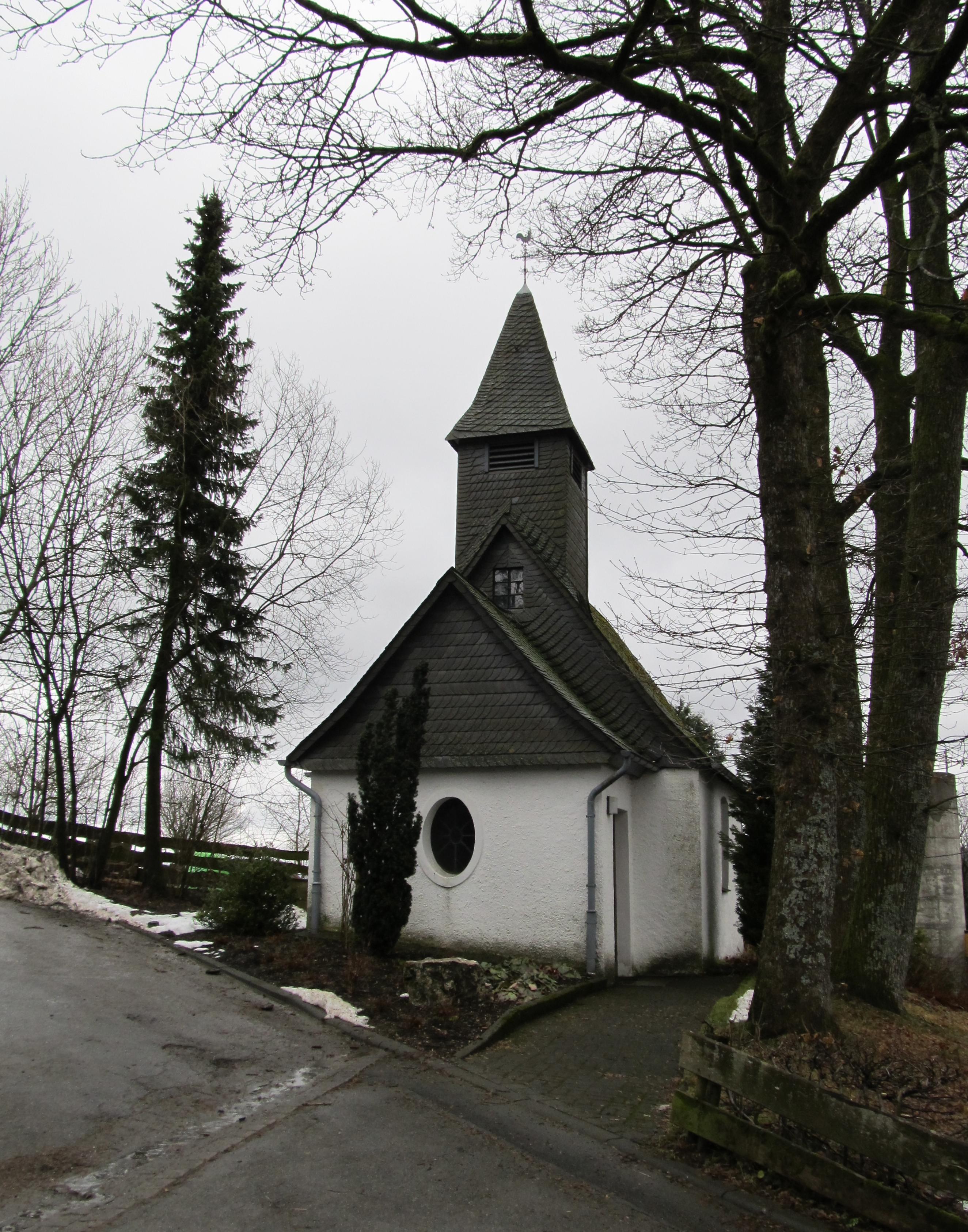
St.-Antonius-Kapelle

Im Juli 2010 feierte der Ort sein 450-jähriges Bestehen und gleichzeitig das 300-jährige Jubiläum der dortigen St.-Antonius-Kapelle.

## Tourismus
Von großer Bedeutung ist der Tourismus. In Wasserfall gibt es Wintersportmöglichkeiten (Skilift (nicht funktionstüchtig)) und zwei Campingplätze. Etwa 500 m nördlich liegen der überregional bekannte Freizeitpark Fort Fun Abenteuerland und der Aussichtsberg Stüppel mit Gastwirtschaft und Lift (nicht funktionstüchtig). Die Plästerlegge, der höchste natürliche Wasserfall in Nordrhein-Westfalen, befindet sich in dem Naturschutzgebiet Plästerlegge – Auf’m Kipp östlich von dem Ort Wasserfall.